# Pałac w Wieszowie
Pałac w Wieszowie – pałac znajdujący się w miejscowości Wieszowa, wybudowany w XVII wieku.

## Historia
Pałac został zbudowany w XVII wieku dla Grotowskich, przebudowany w XIX wieku oraz po II wojnie światowej. Od 1839 roku należał do rodu Henckel von Donnersmarck.
Pałac zamyka od południa dziedziniec gospodarczy wokół którego znajdują się budynki dawnego folwarku wzniesione na przełomie XVIII i XIX wieku. W okresie PRL-u w pałacu znajdowały się biura dyrekcji miejscowego PGR-u. Obecnie budynki gospodarcze są użytkowane, natomiast pałac jest nie zamieszkany i jest w złym stanie technicznym. Zespół pałacowo-folwarczny w Wieszowie stanowi własność prywatną, całość jest ogrodzona, nie ma możliwości zwiedzania obiektu, ze względu na dużą liczbę otaczających budynków pałac jest słabo widoczny.

## Architektura
Pałac to barokowy, dwukondygnacyjny budynek, wzniesiony na planie wydłużonego prostokąta, z czworobocznymi, niskimi wieżami przy tylnych narożnikach elewacji północnej. Jest to budynek murowany z cegły, otynkowany, z wysokimi piwnicami, sklepionymi kolebkowo, nakryty płaskim dachem dwuspadowym. Według Katalogu Zabytków Sztuki w latach 60. XX wieku wejście ujęte było kamiennym portalem, zamkniętym łukiem półkolistym, ponad portalem znajdował się trójkątny przyczółek. Obecnie (2015 rok) po portalu nie ma śladu, pozostał tylko wspomniany przyczółek. Fasada jest dziewięcioosiowa, ze śladami podziałów za pomocą pilastrów i gzymsów. W skrajnych przęsłach na parterze okna parzyste są zwieńczone gzymsem w formie kotary. Pozostałe elewacje są pozbawione detali architektonicznych, zmieniono układ otworów okiennych. W części pomieszczeń znajdują się oryginalne sklepienia klasztorne z lunetami, kolebkowe z lunetami oraz kolebkowe. Po wielu przebudowach pałac pozbawiony jest cech stylowych.

## Źródła
- Pałac w Wieszowie na stronie internetowej Polskie Zabytki
- Pałac w Wieszowie na stronie internetowej Pałace Śląska